# Urskogsleden

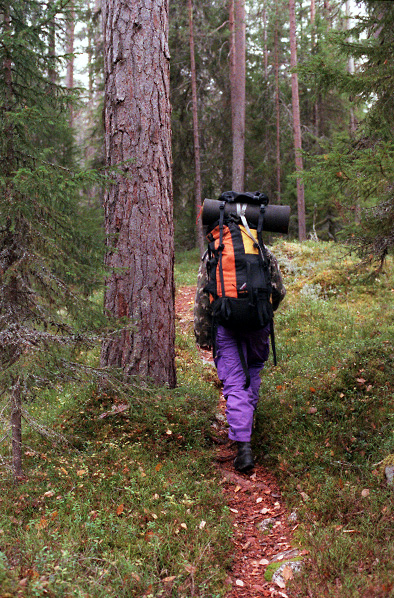
Vandring längs Urskogsleden 2003.

Urskogsleden är en vandringsled i Örnsköldsviks kommun. Den startar cirka 30 kilometer norr om centrala Örnsköldsvik och sträcker sig idag från Björna upp till Vändåtberget, cirka 45 km lång.
Leden kom till under slutet av 1980-talet under namnet Ödemarksleden. Längden på leden som då blev röjd och uppmärkt var cirka 40 kilometer lång. Underhållet har varit dålig och det blev svårt att urskilja leden på vissa platser. Under våren 2008 fick leden sitt nya namn, Urskogsleden. Dessutom har visioner och bestämmelser om en upprustning av leden kommit fram. Upprustningen påbörjades 2009.
Leden sträcker sig genom flera urskogsområden och kulturhistoriska platser. Idag går leden genom fem naturreservat; Kravattsliden, Kålhuvudet, Hemlingsån, Bågaliden och Vändåtberget. Inom visionen för leden finns även planer på att lägga en del av leden genom ännu ett naturreservat, Granliden, som blev reservat så sent som 2006. Exempel på kulturhistoriska platser längs leden är lämningar från en gammal smedja som tillverkade borrstål för silverbrytning vid Kravattsliden, forna fäbodplatser samt gamla platser för lappkåtor.
Vid byn Locksta passerar leden ett av länets bäst bevarade randdeltan efter isälvar.